# Veikko Linna
Veikko Linna (13 de enero de 1901 – 24 de agosto de 1970) fue un actor teatral, cinematográfico y televisivo finlandés.

## Biografía
Su verdadero nombre era Veikko Adolf Lindgren, y nació en Joroinen, Finlandia. Linna se inició en el teatro actuando en Turku en el Turun Työväen Teatteri en 1919. Pasó en 1922 al Työväen Näyttämölle de Hämeenlinna. Actuó en gira en 1928 con Bror Niska, y desde 1929 a 1936 actuó en Víborg en el Viipurin Kaupunginteatteri. Linna fue también director del Varkauden työväenteatteri, y más adelante trabajó en Helsinki en el Helsingin Kansanteatteri, donde permaneció hasta finales de los años 1960, actuando en obras como Ricardo III y Sanny Kortmanin koulu.
El primer papel cinematográfico de Linna llegó en 1938 con Laulu tulipunaisesta kukasta. Linna no llegó a ser intérprete de personajes principales, pero sí pudo abrirse camino como actor de carácter. Linna es sobre todo recordado por su actuación en películas del género rillumarei rodadas en los años 1950, y por su participación en producciones de la serie cinematográfica Pekka y Pätkä. En total, Linna actuó en más de un centenar de producciones cinematográficas entre 1938 y 1962. Frecuentó también el teatro radiofónico así como las emisiones televisivas. 
Veikko Linna falleció en Helsinki en el año 1970, a los 69 años de edad. Había estado casado con la actriz Katri Linna, con la cual tuvo una hija, la actriz Marjatta Linna.

## Filmografía (selección)
- 1938 : Laulu tulipunaisesta kukasta
- 1939 : Seitsemän veljestä
- 1939 : Lapatossu ja Vinski Olympia-kuumeessa
- 1940 : Kersantilleko Emma nauroi?
- 1942 : Suomisen Ollin tempaus
- 1942 : Rantasuon raatajat
- 1943 : Keinumorsian
- 1943 : Yrjänän emännän synti
- 1943 : Suomisen taiteilijat
- 1943 : Tuomari Martta
- 1944 : Nainen on valttia
- 1944 : Anja tule kotiin
- 1944 : Suomisen Olli rakastuu
- 1945 : Suomisen Olli yllättää
- 1945 : En ole kreivitär
- 1946 : Nuoruus sumussa
- 1946 : Loviisa – Niskavuoren nuori emäntä
- 1947 : Pikku-Matti maailmalla
- 1948 : Kalle Aaltosen morsian
- 1949 : Aaltoska orkaniseeraa
- 1949 : Kanavan laidalla
- 1950 : Professori Masa
- 1950 : Orpopojan valssi
- 1950 : Rakkaus on nopeampi Piiroisen pässiäkin
- 1951 : Lakeuksien lukko
- 1951 : Sadan miekan mies
- 1951 : Radio tekee murron
- 1951 : Rovaniemen markkinoilla
- 1952 : Kipparikvartetti
- 1952 : On lautalla pienoinen kahvila
- 1952 : Lännen lokarin veli
- 1953 : Se alkoi sateessa
- 1953 : Lentävä kalakukko
- 1953 : Me tulemme taas
- 1953 : Pekka Puupää kesälaitumilla
- 1954 : Hilmanpäivät
- 1954 : Kovanaama
- 1954 : Taikayö
- 1954 : Hei, rillumarei!
- 1955 : Kunnian kukko
- 1955 : Pekka ja Pätkä puistotäteinä
- 1955 : Kiinni on ja pysyy
- 1955 : Pekka ja Pätkä pahassa pulassa
- 1955 : Helunan häämatka
- 1956 : Juha
- 1956 : Evakko
- 1957 : Pekka ja Pätkä ketjukolarissa
- 1957 : Pekka ja Pätkä salapoliiseina
- 1957 : Pikku Ilona ja hänen karitsansa
- 1957 : Risti ja liekki
- 1958 : Pekka ja Pätkä Suezilla
- 1959 : Pekka ja Pätkä mestarimaalareina
- 1959 : Kovaa peliä Pohjolassa
- 1959 : Yks’ tavallinen Virtanen
- 1959 : Punainen viiva
- 1960 : Pekka ja Pätkä neekereinä
- 1960 : Justus järjestää kaiken
- 1960 : Isaskar Keturin ihmeelliset seikkailut
- 1961 : Kertokaa se hänelle...
- 1962 : Taape tähtenä
- 1962 : Ihana seikkailu
- 1962 : Tie pimeään
- 1970 : Jussi Pussi